# Шассе
Шассе́ (фр. Chassey) — коммуна во Франции, находится в регионе Бургундия. Департамент коммуны — Кот-д’Ор. Входит в состав кантона Семюр-ан-Осуа. Округ коммуны — Монбар.
Код INSEE коммуны — 21151.

## Население
Население коммуны на 2010 год составляло 86 человек.
| 1962 | 1968 | 1975 | 1982 | 1990 | 1999 | 2010 |
| ---- | ---- | ---- | ---- | ---- | ---- | ---- |
| 119  | 109  | 94   | 88   | 114  | 91   | 86   |

## Экономика
В 2010 году среди 54 человек трудоспособного возраста (15—64 лет) 42 были экономически активными, 12 — неактивными (показатель активности — 77,8 %, в 1999 году было 68,5 %). Из 42 активных жителей работали 41 человек (26 мужчин и 15 женщин), безработной была 1 женщина. Среди 12 неактивных 3 человека были учениками или студентами, 7 — пенсионерами, 2 были неактивными по другим причинам.